# Спортивная гимнастика на летних Олимпийских играх 1896 — лазание по канату
Соревнования по лазанию по канату среди мужчин на летних Олимпийских играх 1896 прошли 10 апреля. Приняли участие 15 спортсменов из пяти стран. Учитывались высота, на которую залез спортсмен (максимальная длина была 14 метров), время и стиль преодоления.

## Призёры
| Золото                        | Серебро               | Бронза               |
| Николаос Андриакопулос Греция | Томас Ксенакис Греция | Фриц Гофман Германия |

## Соревнование

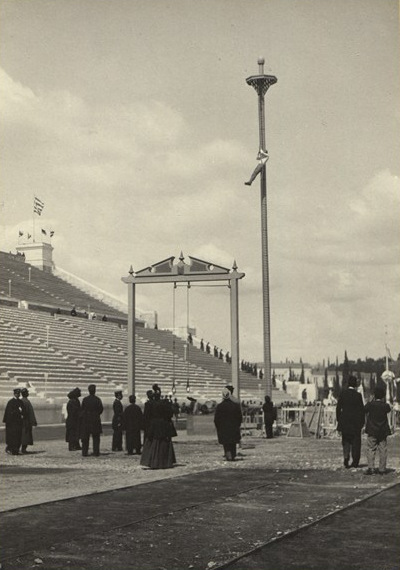
Соревнование по лазанию по канату

| Место | Спортсмен                    | Результат  |
| ----- | ---------------------------- | ---------- |
| 1     | Николаос Андриакопулос (GRE) | 14 м       |
| 2     | Томас Ксенакис (GRE)         | 14 м       |
| 3     | Фриц Гофман (GER)            | 12,5 м     |
| 4     | Вигго Йенсен (DEN)           | Неизвестен |
| 5     | Ланчестон Эллиот (GBR)       | Неизвестен |